# جولیو بیتزوتو
جولیو بیتزوتو (انگلیسی: Giulio Bizzotto؛ زادهٔ ۱۵ اکتبر ۱۹۹۶) بازیکن فوتبال اهل ایتالیا است.
از باشگاه‌هایی که در آن بازی کرده‌است می‌توان به باشگاه فوتبال چیتادلا اشاره کرد.